# Joseph Ginet
Joseph Ginet, anche noto come Giuseppe Ginet (Rumilly, 25 febbraio 1801 – Sales, 23 agosto 1872), è stato un politico francese.

## Biografia
Avvocato, fu Deputato del Regno di Sardegna per cinque legislature, eletto sempre nel collegio di Rumilly.